# Itacurubí del Rosario
Itacurubí del Rosario es un distrito paraguayo ubicado en el Departamento de San Pedro. Se sitúa a 190 km de Asunción, conectada por la Ruta PY03 y la Ruta PY10.

## Historia
Itacurubí del Rosario fue fundada el 21 de junio de 1787 por el comandante Roque de Acosta Freire por órdenes de Don Pedro Melo de Portugal. A esta ciudad se la conoce también como la Ciudad del Trigo por haber sido sede del lanzamiento del primer Programa Nacional de promoción de este cereal en 1968.

## Geografía
El Distrito de Itacurubí del Rosario se encuentra localizado en el Departamento de San Pedro, entre los paralelos 24°27’13” y 24°43’51” latitud sur, y los meridianos 56°34’49”y 57°01’28” longitud oeste. Abarca una extensión de 913,71 km² (91.371 hectáreas), y se sitúa a unos 190 kilómetros sobre tierra de la ciudad de Asunción.
Al norte limita con el Distrito de General Elizardo Aquino, donde parte del límite es el arroyo Bola Cuá. Al este limita con el Distrito de San Estanislao. Al sur, el Estero Tapiracuai sirve de límite natural con el Distrito de 25 de Diciembre. Al oeste, el Estero Laguna Verá sirve de límite natural con el Distrito de Villa del Rosario.
Según López et al. (1995), las formas de la tierra y el material de origen que se encuentran en el Distrito son:
a) Las lomadas, ocurren en áreas de relieve ondulado con pendientes de hasta 8%, tienen forma redondeada y aplanada, derivan de arenisca y ocupan un área de 52.571 hectáreas (58% del área total del Distrito); 
b) Las llanuras, ocurren en áreas de relieve plano a semiplano con pendientes de hasta 3%, tienen drenaje moderado a pobre, derivan de sedimentos recientemente acumulados, ocupan un área de 38.800 hectáreas (42% del área total del Distrito).
En el Distrito de Itacurubí del Rosario se han encontrado dos órdenes de suelos: los Ultisoles y los Alfisoles.

### Clima
Es húmedo y lluvioso, la humedad relativa es del 70% al 80%. La temperatura media es de 23 °C, la máxima en verano es de 35 °C y la mínima de 10 °C.

## Demografía
Según datos oficiales del censo paraguayo de 2022, la población total es de 10 507 habitantes.

## Economía
Actualmente, su economía se sustenta en la agricultura y la ganadería. Se destaca en el cultivo del sésamo, maíz, arroz, soja, entre otros.  En este distrito se sitúa la colonia menonita Friesland.

## Cultura
Sus principales atractivos son: el Festival Nacional e Internacional del Ykuá Salas, que toma su nombre en una histórica fuente de agua sobre la cual se tejen románticas leyendas; la Fiesta Fundacional y la Fiesta Patronal de la Virgen Inmaculada Concepción que se realiza el 8 de diciembre.
En el casco urbano se encuentran casas coloniales muy bien preservadas. La ciudad cuenta con escuelas, colegios, universidades privadas, bancos y financieras, entre otros. Aquí se fabrica el cachapé, un tradicional vehículo de tracción a sangre, similar a la carreta.